# Einar Juhl
Einar Johannes Juhl, född 8 april 1896, död 1 juni 1982, var en dansk skådespelare.

## Roller i urval
- 1931 – Kärlek, kiv och krigarliv
- 1932 – Sol, sommar och sjögastar
- 1940 – Jens Langkniv
- 1945 – Den röda jorden
- 1951 – Det sande ansigt
- 1953 – Far till fyra
- 1953 – Kärlekskarusell
- 1955 – Amor i fara
- 1956 – Farsans rackarungar
- 1968 – Olsen-banden